# Akemi Iwata
Pour les articles homonymes, voir Iwata (homonymie).
Akemi Iwata (岩田 明美, Iwata Akemi), née le 19 janvier 1954, est une joueuse internationale de football japonaise.

## Biographie
Le 11 juin 1981, elle fait ses débuts avec l'équipe nationale japonaise lors de la Coupe d'Asie, contre l'équipe de Thaïlande. 
Elle compte trois sélections en équipe nationale du Japon.

## Statistiques
Le tableau ci-dessous présente les statistiques de Akemi Iwata en équipe nationale :
| Équipe du Japon | Équipe du Japon | Équipe du Japon |
| Année           | Matchs          | Buts            |
| --------------- | --------------- | --------------- |
| 1981            | 3               | 0               |
| Total           | 3               | 0               |